# فست کار (مجله)
فست کار (به انگلیسی: Fast Car) یک ماهنامه بریتانیایی است که توسط شرکت فیوچر پی‌ال‌سی در باث منتشر می‌شود. این مجله پیرامون اتومبیل بوده و به فرهنگ اتومبیل و بازار آن می‌پردازد.
این مجله کار خود را از آوریل ۱۹۹۸ در اورپینگتون، کنت توسط شرکت انتشارات سکیوریتی تحت عنوان پاور اند استایل آغاز کرد.